# Otto Pokorny
Otto Pokorny (* 28. Dezember 1840 in Ibbenbüren; † 26. Dezember 1893 in Wattenscheid) war ein deutscher Politiker und Bürgermeister der Stadt Wattenscheid.

## Leben
Otto Pokorny wurde als zweiter Sohn eines Buchdruckbesitzers geboren. Er besuchte die Elementar- und höhere Bürgerschule in Ibbenbüren. Danach wollte er zur Bergschule in Bochum und hatte dort schon seine Bewerbung eingereicht. Angeregt von dem italienischen Krieg von 1859, trat er der Armee als Freiwilliger bei. Er nahm als Soldat an den Deutschen Krieg 1866 sowie an dem Deutsch-Französischen Krieg von 1870/71 teil. Im letzteren zeichnet er sich bei den Schlachten bei Saarbrücken und Montmédy aus und erhielt dafür das Eiserne Kreuz.
Pokorny war katholisch. Er verlobte sich 1874 mit Therese van Gent aus Karlsruhe. Er war verheiratet und der Vater von drei Kindern. Er verstarb nach einigen Tagen Krankheit am 26. Dezember 1893 an einer Lungenentzündung. Er wurde am 30. Dezember auf dem katholischen Propsteifriedhof unter großen Anteil der Bevölkerung beigesetzt.

## Beruflicher Werdegang
Nach seiner ehrenvollen Entlassung aus der Armee im Jahr 1871 widmete er sich den Verwaltungstätigkeiten. Er lernte bei seinem Onkel, Amtmann in Ibbenbüren, sowie beim Bürgermeister Schumacher in Hattingen. Im Juni 1872 wurde Pokorny als Verwaltungssekretär nach Bochum berufen und von dem Bürgermeister Max Greve mit dem Meldewesen betraut. Auf den Wunsch seines Vorgesetzten hin erarbeitet er das erste Bochumer Adressbuch. Von 1873 bis 1880 war er Amtmann des Amtes Sprockhövel.
Am 25. April 1880 wurde er mit 16 gegen 8 Stimmen zum Bürgermeister von Wattenscheid gewählt. Am 15. Mai 1880 wurde er in sein Amt eingeführt. In seiner Amtszeit wurde 1883 ein neues Rathaus gebaut, welches als Seitenanbau noch immer existiert. Das Schulwesen lag ihm am Herzen. Am 14. Oktober 1891 wurde er auf weitere zwölf Jahre gewählt. In den Nachrufen, sowie einem späteren Rückblick wurde er als unermüdlich, unparteilich, pflichtbewusst und zum Wohle der Bevölkerung tätig beschrieben. Er beseitigte, laut einem Nachruf, die ungeordneten Verhältnisse der Stadt Wattenscheid. Insbesondere schaffte er die Finanzlage zu verbessern und kommunale Steuern herunterzusetzen. Die Schulden der Stadt beliefen sich bei seinem Amtsantritt auf das Fünffache der Haushaltssumme. Durch geschicktes Bewirtschaften der bis dato daniederliegenden städtischen Gasanstalten konnte er den Haushalt ausgleichen.

## Ehrung
- Eisernes Kreuz
- Benennung der Pokornystraße im Jahr 1979[8]

## Trivia
Otto Pokorny ist nicht zu verwechseln mit dem Politiker und Bergarbeiterführer Franz Pokorny, welcher ebenfalls im Kreis Bochum tätig war und in einem Ehrengrab auf dem Kommunalfriedhof in Wattenscheid-Westenfeld ruht.